# Dolenje Polje
Dolenje Polje je naselje u slovenskoj Općini Dolenjskim Topllicama. Dolenje Polje se nalazi u pokrajini Dolenjskoj i statističkoj regiji Jugoistočnoj Sloveniji. 

## Stanovništvo
Prema popisu stanovništva iz 2002. godine naselje je imalo 68 stanovnika.